# Mazda RX-8
Mazda RX-8 — автомобіль класу чотиридверне спортивне купе, виробництва японської компанії Mazda, оновлений варіант моделі RX-7. Один з небагатьох автомобілів, що обладнані роторним двигуном («двигун Ванкеля»).

## Опис

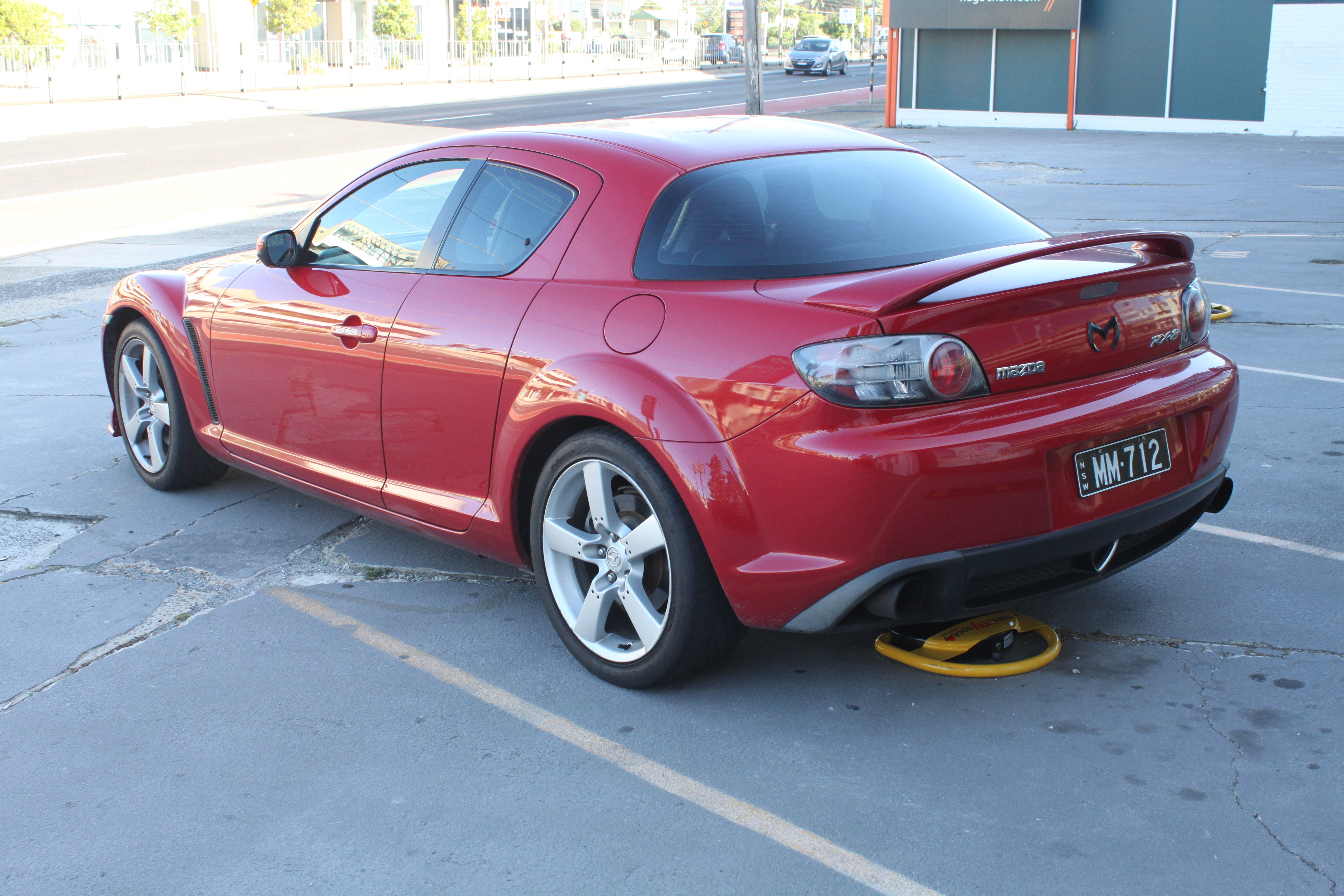
Mazda RX-8 (FE)

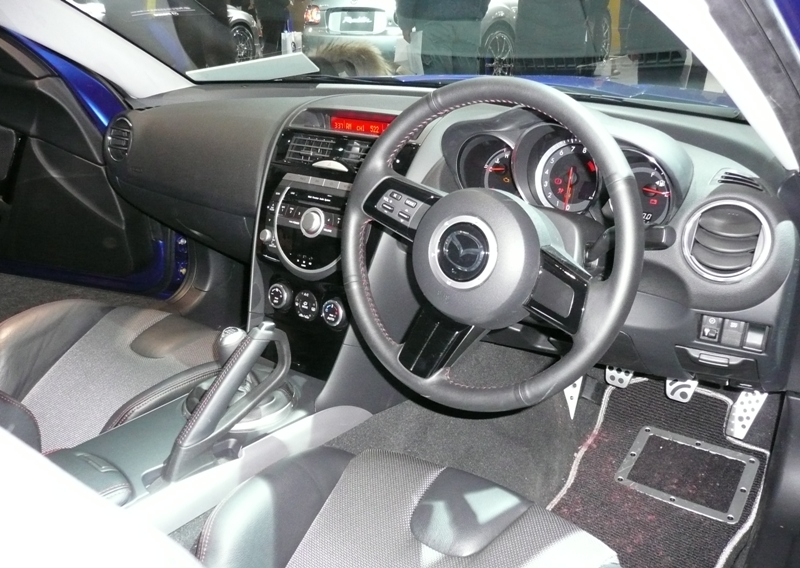
Салон

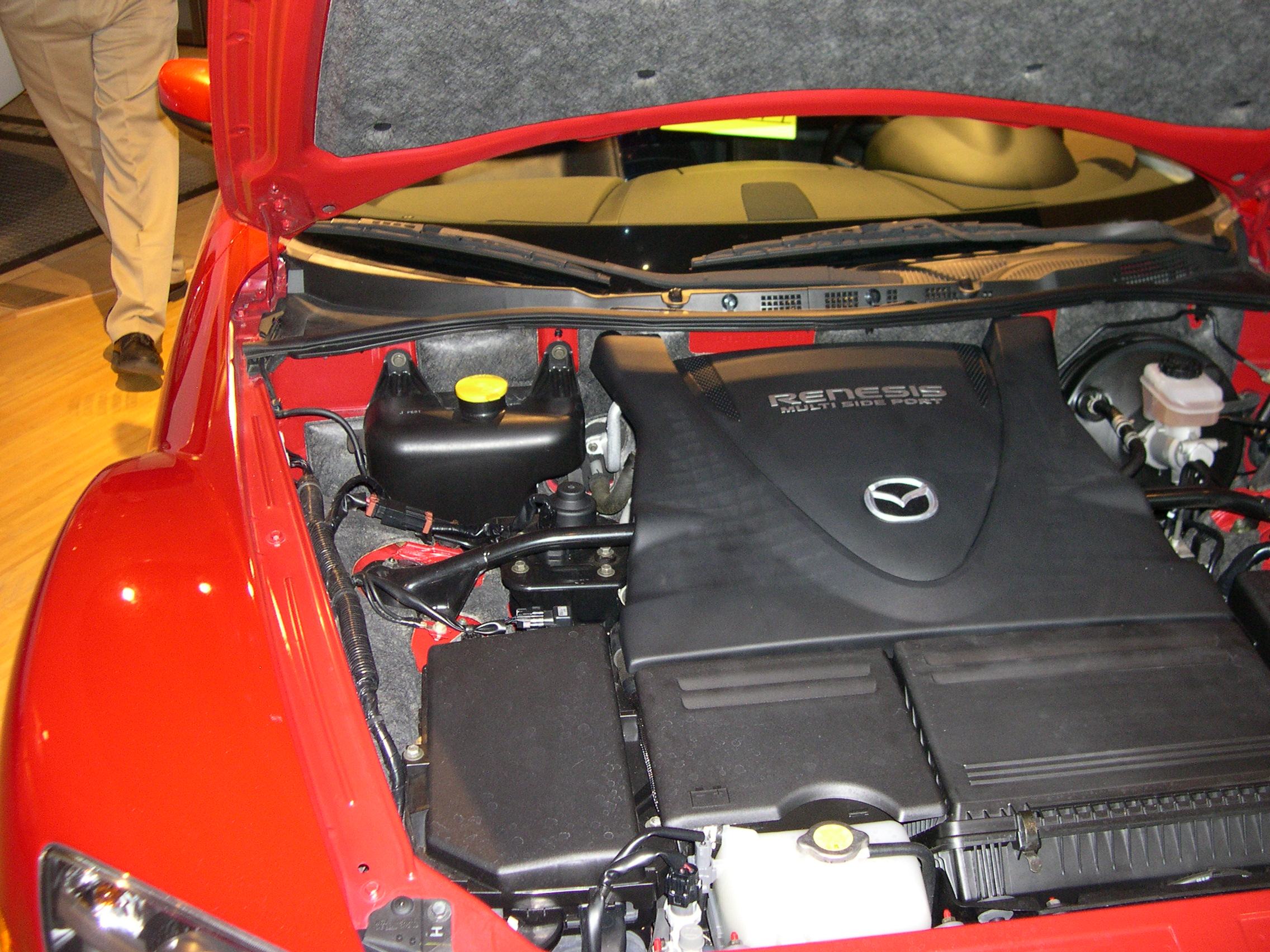
Двигун

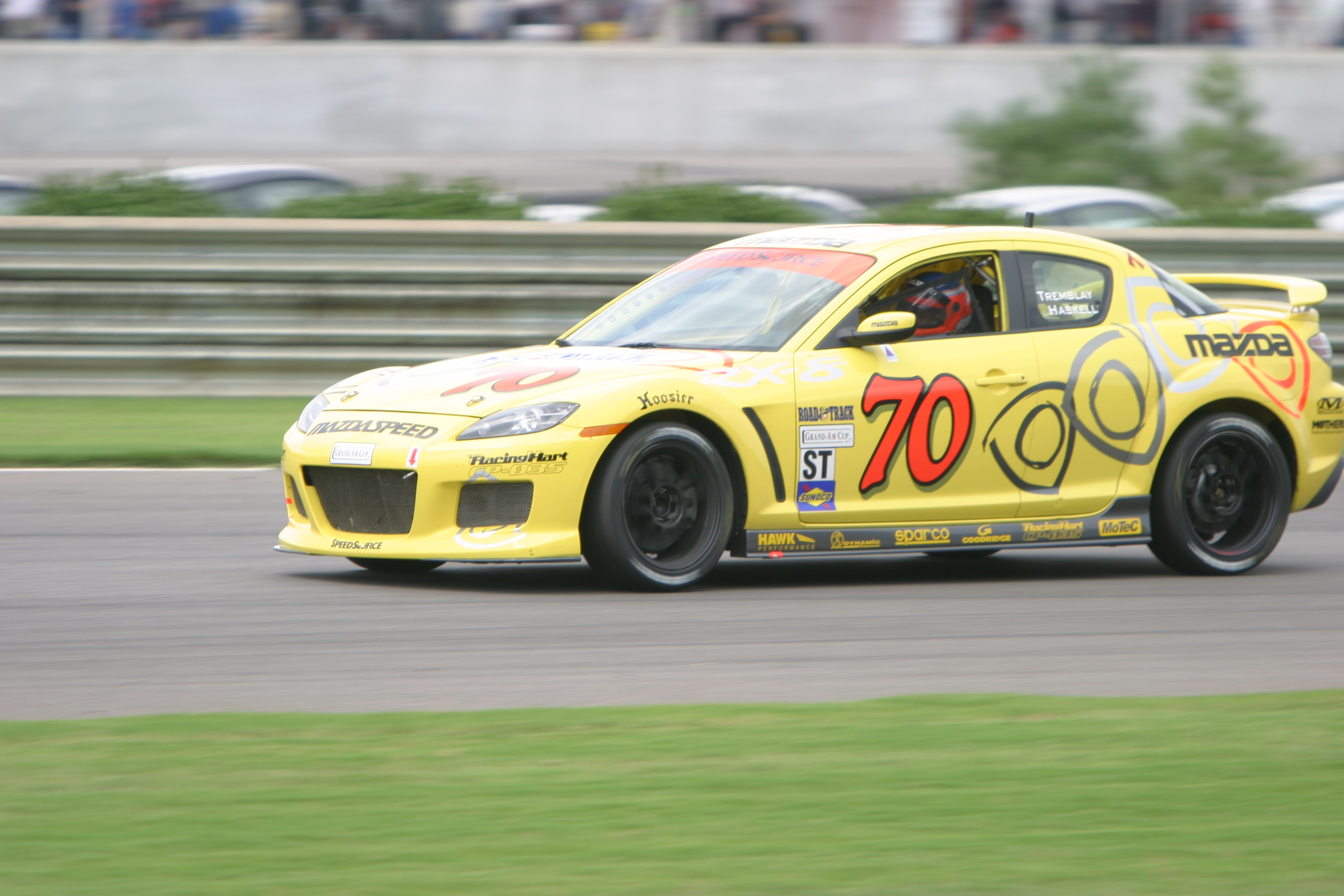
Модифікована RX-8

Вперше його прототип (тоді ще носив назву RX-Evolve) був продемонстрований в Детройті в 2000-му році. Потім, приблизно через рік, у Токіо демонструвалася вже пробна версія з роторним двигуном Renesis. При невеликому обсязі двигуна машина наділена спортивним характером, що відповідно позначається на витраті палива.
Восени 2002 модель під назвою Mazda RX-8 замінила на ринку модель попереднього покоління Mazda RX-7.
Автомобіль Mazda RX-8 — чотиримісне задньопривідне спортивне купе з унікальними орними дверима без стійки. Здається, що в машині тільки двоє дверей, але якщо відкрити передні двері, видно важіль для відкриття задніх дверей. RX-8 випускається в Японії з 2003 року. Цей автомобіль єдиний у світі працює на двосекційному роторному двигуні Renesis, що серійно випускається.
Виглядає стильно не тільки зовні, але і всередині. У салоні можна виявити масу цікавих деталей: трикутні виїмки в спинках сидінь, облямовані металом; оригінальна форма важеля гальма стоянки; цікаві «колодязі» приладів. Сидіння в передній частині мають виражені підпорами в зоні стегон, попереку і плечей.
Модель 2010 року, Mazda RX-8 отримала оновлений передній і задній бампер, нові світлодіодні фари, а також 90-міліметрові вихлопні труби. Новинкою в лінійці Mazda стала автоматична шести-ступінчаста коробка перемикання передач Activematic, яка замінить нинішню чотири-швидкісну у версії Luxury. Mazda RX-8 з коробкою Activematic оснастять 1,3-літровим двигуном потужністю 215 к.с.
Крім того, інженери компанії розробили нову геометрію задньої підвіски і посилили загальну жорсткість конструкції. Це дозволяє знизити рівень шуму і вібрації всередині салону.
Версія Grand Touring оснащена: прозорим люком з електроприводом, шкіряними передніми сидіннями з підігрівом, датчиком дощу, протибуксувальною системою та системою курсової стійкості, автоматичним включення та виключення ксенонових фар головного світла, автоматичною системою кондиціонування повітря, диференціалом підвищеного тертя із зміною крутильного моменту, водійським сидінням з електроприводом, підігрівом бокових дзеркал, аудіо-системою Bose Centerpoint з 9-ма динаміками, потужністю 300 ватт, та пристроєм для автоматичної зміни 6-ти дисків.
У комплектації R3 додане стандартне обладнання версії Sport, серед якого: підвіска з налаштуваннями для спортивної їзди, бруси боковин платформи кузова, протитуманні фари, 19-дюймові диски у високоякісній гумі та спортивні сидіння Recaro. 
Рівень комплектацій 2010 року залишив зовсім мало обладнання у списку опцій. Зокрема, версія Grand Touring може бути обладнана системою навігації з DVD, в той час, як у модифікації Sport та R3 є можливість встановити супутникове радіо Sirius.           

## Технічні дані
Стандартний варіант двигуна видає 192 к.с. (220 Н · м) і поєднується з 5-ступінчастою МКП, топ-версія Hi Power (RX-8 HP), наділена складнішою системою впуску, — 231 к.с. (211 Н · м) поєднується з 6-ступінчастою МКП. На деяких ринках за доплату пропонується 6-ступінчаста АКП з ручним перемиканням передач.

## Mazda RX-8 в мистецтві
- Mazda RX-8 стала візитною карткою серіалу Дюваль та Моретті (Duval et Moretti)[2].
- Mazda RX-8 були присутні в серії ігор Need For Speed.
- Брітні Спірс в кліпі Me Against the Music приїжджає в нічний клуб на Mazda RX-8[3]
- Mazda RX-8 є автомобілем Бена у фільмі Бен-10: Інопланетний рій. Цю машину подарував Кевін.
- Mazda RX-8 зняли у фільмі Потрійний форсаж Токійський дріфт
- Mazda RX-8 зняли в фільмі «Люди ікс 2», як машину Циклопа